# 1983-as Le Mans-i 24 órás verseny
Az 51. Le Mans-i 24 órás versenyt 1983. június 18. és június 19. között rendezték meg.

## Végeredmény
| Helyezés | Kategória | #  | Csapat                             | Versenyző                                                 | Modell                               | Gumi | Körök |
| Helyezés | Kategória | #  | Csapat                             | Versenyző                                                 | Motor                                | Gumi | Körök |
| -------- | --------- | -- | ---------------------------------- | --------------------------------------------------------- | ------------------------------------ | ---- | ----- |
| 1        | C         | 3  | Rothmans Porsche                   | Vern Schuppan Hurley Haywood Al Holbert                   | Porsche 956                          | D    | 370   |
| 1        | C         | 3  | Rothmans Porsche                   | Vern Schuppan Hurley Haywood Al Holbert                   | Porsche Type-935 2.6L Turbo Flat-6   | D    | 370   |
| 2        | C         | 1  | Rothmans Porsche                   | Jacky Ickx Derek Bell                                     | Porsche 956                          | D    | 370   |
| 2        | C         | 1  | Rothmans Porsche                   | Jacky Ickx Derek Bell                                     | Porsche Type-935 2.6L Turbo Flat-6   | D    | 370   |
| 3        | C         | 21 | Porsche Kremer Racing              | Mario Andretti Michael Andretti Philippe Alliot           | Porsche 956                          | G    | 364   |
| 3        | C         | 21 | Porsche Kremer Racing              | Mario Andretti Michael Andretti Philippe Alliot           | Porsche Type-935 2.6L Turbo Flat-6   | G    | 364   |
| 4        | C         | 12 | Sorga S.A. / Joest Racing          | Volkert Merl Clemens Schickentanz Mauricio de Narvaez     | Porsche 956                          | D    | 361   |
| 4        | C         | 12 | Sorga S.A. / Joest Racing          | Volkert Merl Clemens Schickentanz Mauricio de Narvaez     | Porsche Type-935 2.6L Turbo Flat-6   | D    | 361   |
| 5        | C         | 16 | John Fitzpatrick Racing            | John Fitzpatrick Guy Edwards Rupert Keegan                | Porsche 956                          | G    | 358   |
| 5        | C         | 16 | John Fitzpatrick Racing            | John Fitzpatrick Guy Edwards Rupert Keegan                | Porsche Type-935 2.6L Turbo Flat-6   | G    | 358   |
| 6        | C         | 8  | Sorga S.A. / Joest Racing          | Klaus Ludwig Stefan Johansson Bob Wollek                  | Porsche 956                          | D    | 354   |
| 6        | C         | 8  | Sorga S.A. / Joest Racing          | Klaus Ludwig Stefan Johansson Bob Wollek                  | Porsche Type-935 2.6L Turbo Flat-6   | D    | 354   |
| 7        | C         | 18 | Obermaier Racing                   | Axel Plankenhorn Desiré Wilson Jürgen Lässig              | Porsche 956                          | D    | 347   |
| 7        | C         | 18 | Obermaier Racing                   | Axel Plankenhorn Desiré Wilson Jürgen Lässig              | Porsche Type-935 2.6L Turbo Flat-6   | D    | 347   |
| 8        | C         | 14 | Canon Racing GTi Engineering       | Jonathan Palmer Jan Lammers Richard Lloyd                 | Porsche 956                          | ?    | 339   |
| 8        | C         | 14 | Canon Racing GTi Engineering       | Jonathan Palmer Jan Lammers Richard Lloyd                 | Porsche Type-935 2.6L Turbo Flat-6   | ?    | 339   |
| 9        | C         | 46 | Sauber Team Switzerland            | Diego Montoya Tony Garcia Albert Naon                     | Sauber C7                            | D    | 338   |
| 9        | C         | 46 | Sauber Team Switzerland            | Diego Montoya Tony Garcia Albert Naon                     | BMW M88 3.5L I6                      | D    | 338   |
| 10       | C         | 47 | Preston Henn T-Bird Swap Shop      | Preston Henn Jean-Louis Schlesser Claude Ballot-Léna      | Porsche 956                          | G    | 327   |
| 10       | C         | 47 | Preston Henn T-Bird Swap Shop      | Preston Henn Jean-Louis Schlesser Claude Ballot-Léna      | Porsche Type-935 2.6L Turbo Flat-6   | G    | 327   |
| 11       | B         | 93 | Charles Ivey Racing                | John Cooper Paul Smith David Ovey                         | Porsche 930                          | ?    | 303   |
| 11       | B         | 93 | Charles Ivey Racing                | John Cooper Paul Smith David Ovey                         | Porsche 3.3L Turbo Flat-6            | ?    | 303   |
| 12       | C Jr      | 60 | Mazdaspeed Co. Ltd.                | Takashi Yorino Yojiro Terada Yoshimi Katayama             | Mazda 717C                           | D    | 302   |
| 12       | C Jr      | 60 | Mazdaspeed Co. Ltd.                | Takashi Yorino Yojiro Terada Yoshimi Katayama             | Mazda 13B 1.3L 2-Rotor               | D    | 302   |
| 13       | B         | 92 | Georg Memminger                    | Georg Memminger Heinz Kuhn-Wiess Fritz Müller             | Porsche 930                          | D    | 299   |
| 13       | B         | 92 | Georg Memminger                    | Georg Memminger Heinz Kuhn-Wiess Fritz Müller             | Porsche 3.3L Turbo Flat-6            | D    | 299   |
| 14       | C         | 54 | Valentin Bertapelle                | Bruno Sotty Gérard Cuynet                                 | URD C81                              | D    | 292   |
| 14       | C         | 54 | Valentin Bertapelle                | Bruno Sotty Gérard Cuynet                                 | BMW M88 3.5L I6                      | D    | 292   |
| 15       | B         | 95 | Equipe Alméras Fréres              | Jacques Alméras Jean-Marie Alméras Jacques Guillot        | Porsche 930                          | M    | 279   |
| 15       | B         | 95 | Equipe Alméras Fréres              | Jacques Alméras Jean-Marie Alméras Jacques Guillot        | Porsche 3.3L Turbo Flat-6            | M    | 279   |
| 16       | C         | 10 | WM Secateva                        | Roger Dorchy Alain Courdec Pascal Fabre                   | WM P83                               | M    | 278   |
| 16       | C         | 10 | WM Secateva                        | Roger Dorchy Alain Courdec Pascal Fabre                   | Peugeot PRV 2.8L Turbo V6            | M    | 278   |
| 17       | C         | 41 | EMKA Productions Ltd.              | Tiff Needell Steve O'Rourke Nick Faure                    | EMKA C83/1                           | ?    | 275   |
| 17       | C         | 41 | EMKA Productions Ltd.              | Tiff Needell Steve O'Rourke Nick Faure                    | Aston Martin-Tickford 5.3L V8        | ?    | 275   |
| 18       | C Jr      | 61 | Mazdaspeed Co. Ltd.                | Steve Soper Jeff Allam James Weaver                       | Mazda 717C                           | D    | 267   |
| 18       | C Jr      | 61 | Mazdaspeed Co. Ltd.                | Steve Soper Jeff Allam James Weaver                       | Mazda 13B 1.3L 2-Rotor               | D    | 267   |
| 19       | C         | 29 | Christian Bussi                    | Daniel Herregods Jean-Paul Libert Pascal Witmeur          | Rondeau M382                         | D    | 265   |
| 19       | C         | 29 | Christian Bussi                    | Daniel Herregods Jean-Paul Libert Pascal Witmeur          | Ford Cosworth DFL 3.3L V8            | D    | 265   |
| 20       | B         | 96 | Michel Lateste                     | Raymond Touroul Michel Lateste Michel Bienvault           | Porsche 930                          | M    | 264   |
| 20       | B         | 96 | Michel Lateste                     | Raymond Touroul Michel Lateste Michel Bienvault           | Porsche 3.3L Turbo Flat-6            | M    | 264   |
| 21 NC    | B         | 97 | Raymond Boutinaud                  | Raymond Boutinaud Patrick Gonin Alain le Page             | Porsche 928S                         | D    | 234   |
| 21 NC    | B         | 97 | Raymond Boutinaud                  | Raymond Boutinaud Patrick Gonin Alain le Page             | Porsche 4.7L V8                      | D    | 234   |
| 22 NC    | C         | 53 | A.S. École Supérieure de Tourisme  | François Hesnault Thierry Perrier Bernard Salam           | Lancia LC1                           | D    | 232   |
| 22 NC    | C         | 53 | A.S. École Supérieure de Tourisme  | François Hesnault Thierry Perrier Bernard Salam           | Lancia 1.4L Turbo I4                 | D    | 232   |
| 23 NC    | C         | 51 | Scuderia Sivama Motor              | Oscar Larrauri Massimo Sigala Max Cohen-Olivar            | Lancia LC1                           | D    | 217   |
| 23 NC    | C         | 51 | Scuderia Sivama Motor              | Oscar Larrauri Massimo Sigala Max Cohen-Olivar            | Lancia 1.4L Turbo I4                 | D    | 217   |
| 24 NC    | C Jr      | 65 | François Duret                     | John Sheldon François Duret Ian Harrower                  | De Cadenet-Lola                      | ?    | 214   |
| 24 NC    | C Jr      | 65 | François Duret                     | John Sheldon François Duret Ian Harrower                  | Ford Cosworth DFV 3.0L V8            | ?    | 214   |
| 25 DSQ   | C         | 30 | Primagaz                           | Lucien Guitteny Pierre Yver Bernard de Dryver             | Rondeau M382                         | D    | 266   |
| 25 DSQ   | C         | 30 | Primagaz                           | Lucien Guitteny Pierre Yver Bernard de Dryver             | Ford Cosworth DFL 3.3L V8            | D    | 266   |
| 26 DNF   | B         | 94 | Claude Haldi                       | Claude Haldi Günther Steckkönig Bernd Schiller            | Porsche 930                          | M    | 217   |
| 26 DNF   | B         | 94 | Claude Haldi                       | Claude Haldi Günther Steckkönig Bernd Schiller            | Porsche 3.3L Turbo Flat-6            | M    | 217   |
| 27 DNF   | C         | 2  | Rothmans Porsche                   | Jochen Mass Stefan Bellof                                 | Porsche 956                          | D    | 281   |
| 27 DNF   | C         | 2  | Rothmans Porsche                   | Jochen Mass Stefan Bellof                                 | Porsche Type-935 2.6L Turbo Flat-6   | D    | 281   |
| 28 DNF   | C         | 39 | Viscount Downe - Pace Petroleum    | Ray Mallock Mike Salmon Steve Earle                       | Nimrod NRA/C2B                       | A    | 218   |
| 28 DNF   | C         | 39 | Viscount Downe - Pace Petroleum    | Ray Mallock Mike Salmon Steve Earle                       | Aston Martin-Tickford DP1229 5.3L V8 | A    | 218   |
| 29 DNF   | C         | 24 | Ford France                        | Thierry Boutsen Henri Pescarolo                           | Rondeau M482                         | M    | 174   |
| 29 DNF   | C         | 24 | Ford France                        | Thierry Boutsen Henri Pescarolo                           | Ford Cosworth DFL 4.0L V8            | M    | 174   |
| 30 DNF   | C         | 20 | Cooke Racing                       | Ralph Kent-Cooke Jim Adams François Sérvanin              | Lola T610                            | G    | 165   |
| 30 DNF   | C         | 20 | Cooke Racing                       | Ralph Kent-Cooke Jim Adams François Sérvanin              | Ford Cosworth DFL 4.0L V8            | G    | 165   |
| 31 DNF   | B         | 90 | Angelo Pallavicini Brun Motorsport | Prince Leopold von Bayern Angelo Pallavicini Jens Winther | BMW M1                               | D    | 160   |
| 31 DNF   | B         | 90 | Angelo Pallavicini Brun Motorsport | Prince Leopold von Bayern Angelo Pallavicini Jens Winther | BMW M88 3.5L I6                      | D    | 160   |
| 32 DNF   | C Jr      | 63 | Scuderia Jolly Club                | Carlo Facetti Martino Finotto Marco Vanoli                | Alba AR2                             | P    | 158   |
| 32 DNF   | C Jr      | 63 | Scuderia Jolly Club                | Carlo Facetti Martino Finotto Marco Vanoli                | Giannini Carma FF 1.9L Turbo I4      | P    | 158   |
| 33 DNF   | C         | 28 | Jean Rondeau Ford France           | Vic Elford Joël Gouhier Anny-Charlotte Verney             | Rondeau M379                         | ?    | 136   |
| 33 DNF   | C         | 28 | Jean Rondeau Ford France           | Vic Elford Joël Gouhier Anny-Charlotte Verney             | Ford Cosworth DFV 3.0L V8            | ?    | 136   |
| 34 DNF   | C         | 6  | Martini Lancia                     | Paolo Barilla Alessandro Nannini Jean-Claude Andruet      | Lancia LC2                           | D    | 135   |
| 34 DNF   | C         | 6  | Martini Lancia                     | Paolo Barilla Alessandro Nannini Jean-Claude Andruet      | Ferrari 268C 2.6L Turbo V8           | D    | 135   |
| 35 DNF   | C         | 5  | Martini Lancia                     | Piercarlo Ghinzani Hans Heyer Michele Alboreto            | Lancia LC2                           | D    | 121   |
| 35 DNF   | C         | 5  | Martini Lancia                     | Piercarlo Ghinzani Hans Heyer Michele Alboreto            | Ferrari 268C 2.6L Turbo V8           | D    | 121   |
| 36 DNF   | C         | 9  | WM Secateva                        | Jean-Daniel Raulet Michel Pignard Didier Theys            | WM P83                               | M    | 102   |
| 36 DNF   | C         | 9  | WM Secateva                        | Jean-Daniel Raulet Michel Pignard Didier Theys            | Peugeot PRV 2.8L Turbo V6            | M    | 102   |
| 37 DNF   | C         | 26 | Ford France                        | Alain Ferté Jean Rondeau Michel Ferté                     | Rondeau M482                         | M    | 90    |
| 37 DNF   | C         | 26 | Ford France                        | Alain Ferté Jean Rondeau Michel Ferté                     | Ford Cosworth DFL 4.0L V8            | M    | 90    |
| 38 DNF   | C         | 11 | John Fitzpatrick Racing            | John Fitzpatrick David Hobbs Dieter Quester               | Porsche 956                          | G    | 135   |
| 38 DNF   | C         | 11 | John Fitzpatrick Racing            | John Fitzpatrick David Hobbs Dieter Quester               | Porsche Type-935 2.6L Turbo Flat-6   | G    | 135   |
| 39 DNF   | C         | 13 | Primagaz                           | Alain de Cadenet Yves Courage Michel Dubois               | Cougar C01B                          | M    | 86    |
| 39 DNF   | C         | 13 | Primagaz                           | Alain de Cadenet Yves Courage Michel Dubois               | Ford Cosworth DFL 3.3L V8            | M    | 86    |
| 40 DNF   | C         | 22 | Porsche Kremer Racing              | Derek Warwick Patrick Gaillard Frank Jelinski             | Porsche-Kremer CK5                   | G    | 76    |
| 40 DNF   | C         | 22 | Porsche Kremer Racing              | Derek Warwick Patrick Gaillard Frank Jelinski             | Porsche Type-935 3.0L Turbo Flat-6   | G    | 76    |
| 41 DNF   | C         | 38 | Dome Racing Colin Bennett          | Eliseo Salazar Chris Craft Nick Mason                     | Dome (March) RC82                    | ?    | 75    |
| 41 DNF   | C         | 38 | Dome Racing Colin Bennett          | Eliseo Salazar Chris Craft Nick Mason                     | Ford Cosworth DFL 3.3L V8            | ?    | 75    |
| 42 DNF   | C Jr      | 64 | Hubert Striebig                    | Hubert Striebig Noël del Bello Jacques Heuclin            | Sthemo SM01                          | ?    | 71    |
| 42 DNF   | C Jr      | 64 | Hubert Striebig                    | Hubert Striebig Noël del Bello Jacques Heuclin            | BMW 2.2L I4                          | ?    | 71    |
| 43 DNF   | C         | 49 | Grid Motor Racing Ltd.             | Fred Stiff Dudley Wood Ray Ratcliff                       | Grid Plaza S1                        | F    | 69    |
| 43 DNF   | C         | 49 | Grid Motor Racing Ltd.             | Fred Stiff Dudley Wood Ray Ratcliff                       | Ford Cosworth DFL 4.0L V8            | F    | 69    |
| 44 DNF   | C         | 36 | Brun Motorsport                    | Jacques Villeneuve Ludwig Heimrath David Deacon           | Sehcar C6                            | D    | 68    |
| 44 DNF   | C         | 36 | Brun Motorsport                    | Jacques Villeneuve Ludwig Heimrath David Deacon           | Ford Cosworth DFL 4.0L V8            | D    | 68    |
| 45 DNF   | C         | 72 | Jean Rondeau                       | Dany Snobeck Xavier Lapeyre Alain Cudini                  | Rondeau M382                         | M    | 31    |
| 45 DNF   | C         | 72 | Jean Rondeau                       | Dany Snobeck Xavier Lapeyre Alain Cudini                  | Ford Cosworth DFL 3.3L V8            | M    | 31    |
| 46 DNF   | C         | 4  | Martini Lancia                     | Michele Alboreto Teo Fabi Alessandro Nannini              | Lancia LC2                           | D    | 27    |
| 46 DNF   | C         | 4  | Martini Lancia                     | Michele Alboreto Teo Fabi Alessandro Nannini              | Ferrari 268C 2.6L Turbo V8           | D    | 27    |
| 47 DNF   | C         | 43 | Peer Racing                        | François Migault Dave Kennedy Martin Birrane              | Ford C100                            | G    | 16    |
| 47 DNF   | C         | 43 | Peer Racing                        | François Migault Dave Kennedy Martin Birrane              | Ford Cosworth DFL 3.3L V8            | G    | 16    |
| 48 DNF   | C         | 25 | Ford France                        | Jean-Pierre Jaussaud Philippe Streiff                     | Rondeau M482                         | M    | 12    |
| 48 DNF   | C         | 25 | Ford France                        | Jean-Pierre Jaussaud Philippe Streiff                     | Ford Cosworth DFL 3.3L V8            | M    | 12    |
| 49 DNF   | C         | 15 | Belga Team Joest Racing            | Jean-Michel Martin Marc Duez Philippe Martin              | Porsche 936C                         | D    | 9     |
| 49 DNF   | C         | 15 | Belga Team Joest Racing            | Jean-Michel Martin Marc Duez Philippe Martin              | Porsche Type-935 2.7L Turbo Flat-6   | D    | 9     |
| 50 DNF   | C         | 42 | Richard Cleare Racing              | Tony Dron Richard Cleare Richard Jones                    | Porsche-Kremer CK5                   | ?    | 8     |
| 50 DNF   | C         | 42 | Richard Cleare Racing              | Tony Dron Richard Cleare Richard Jones                    | Porsche Type-935 3.0L Turbo Flat-6   | ?    | 8     |
| 51 DNF   | B         | 91 | Edgar Dören                        | Alain Yvon Jean-Marie Lemerle Michael Krankenberg         | Porsche 930                          | ?    | 7     |
| 51 DNF   | B         | 91 | Edgar Dören                        | Alain Yvon Jean-Marie Lemerle Michael Krankenberg         | Porsche 3.0L Turbo Flat-6            | ?    | 7     |